# 龙头分园
龙头分园，是中华人民共和国辽宁省大連市旅顺口区下辖的一个类似乡级单位，位于龙头街道内，是大连高新技术产业开发区的分支。

## 行政区划
下辖以下地区：
龙头分园虚拟社区。